# Sjung med oss, Mamma!

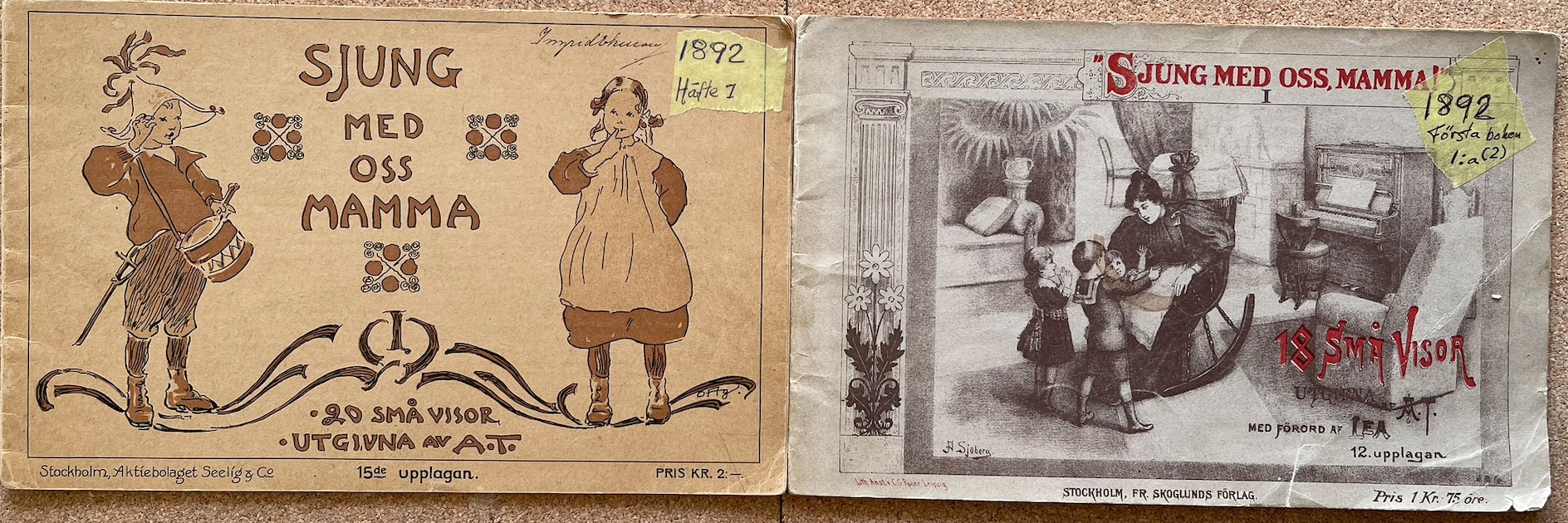
Sjung med oss, Mamma! häfte 1. Version 1 och 2

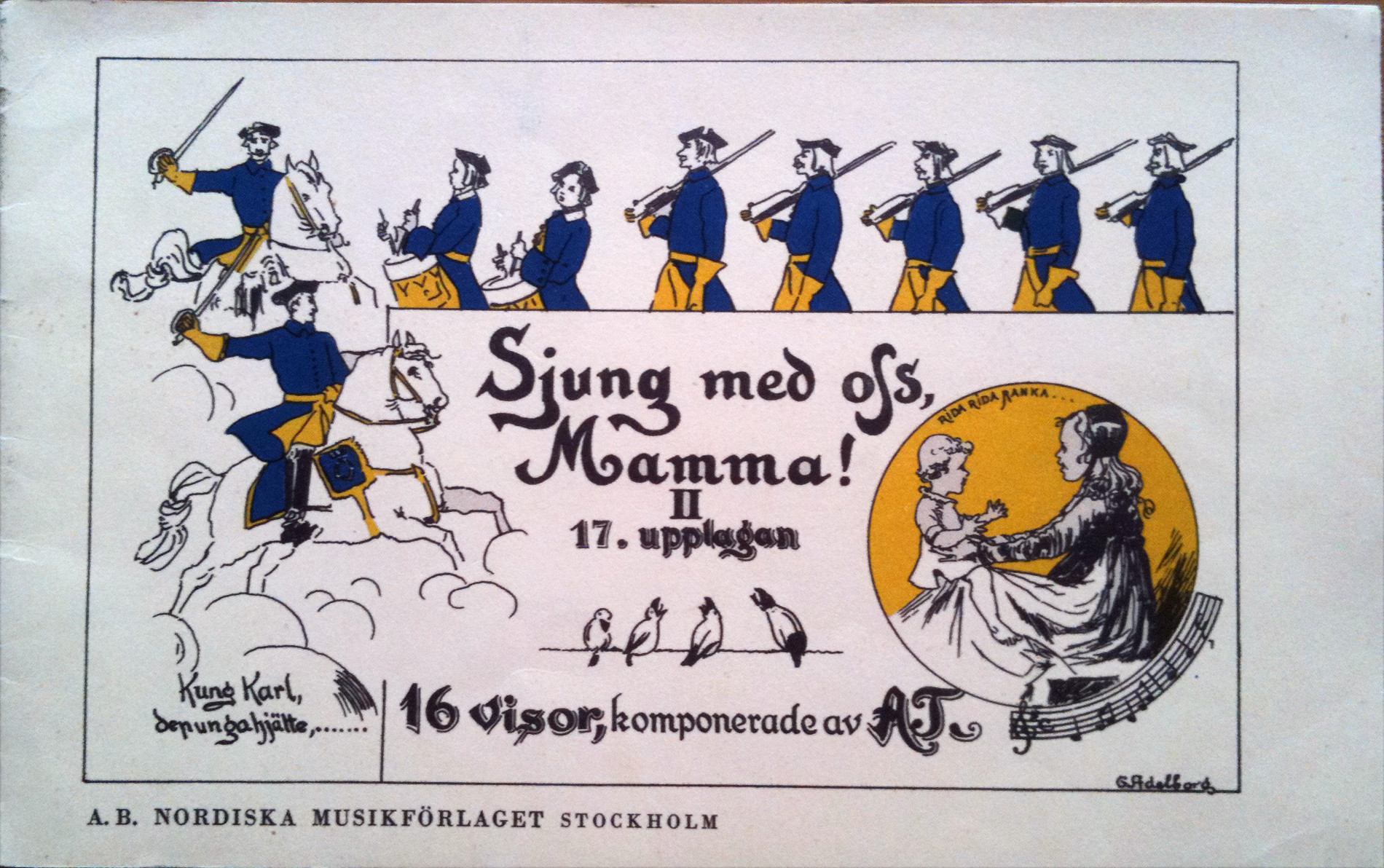
Sjung med oss, Mamma!, häfte 2.

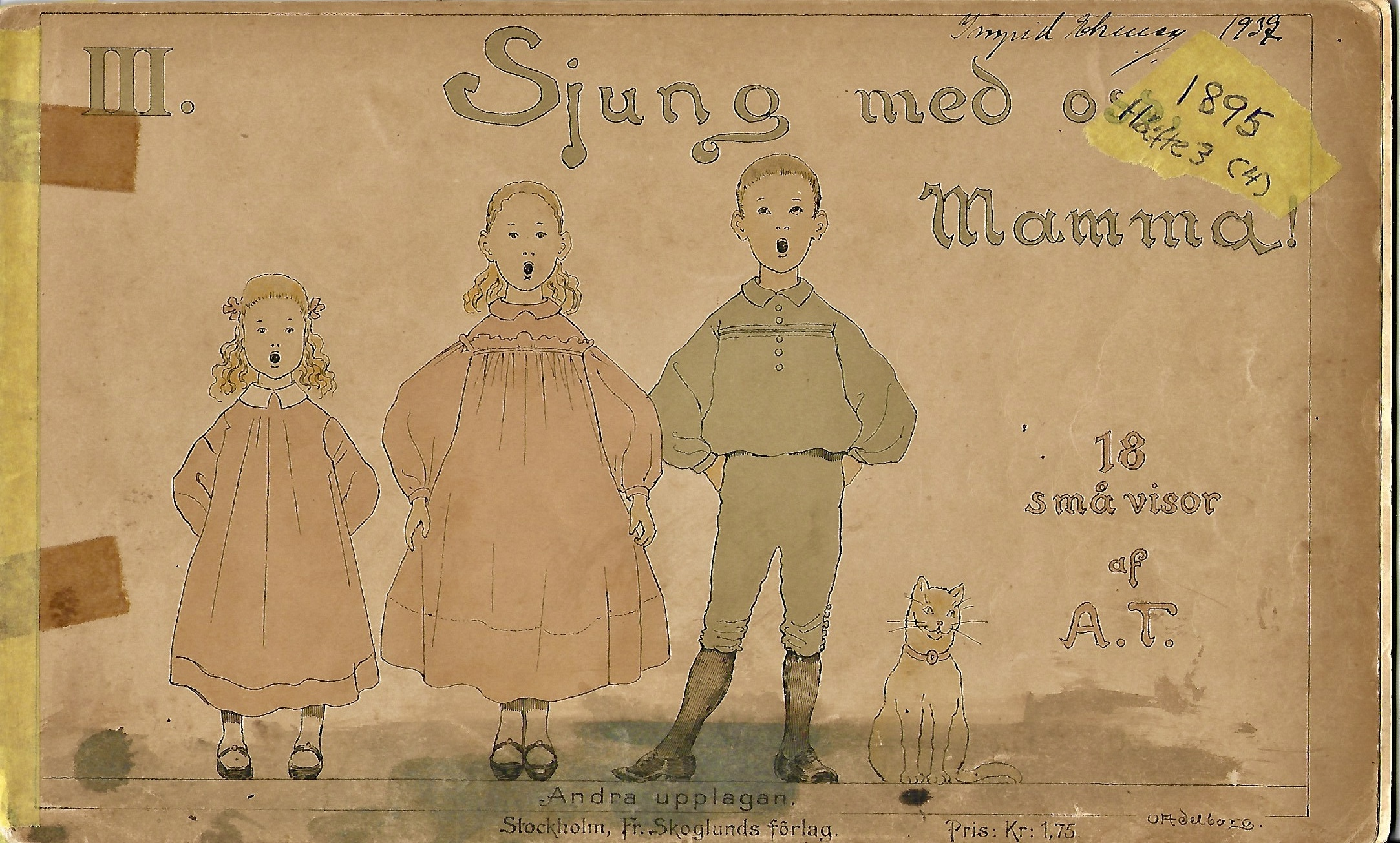
Sjung med oss, Mamma! häfte 3.

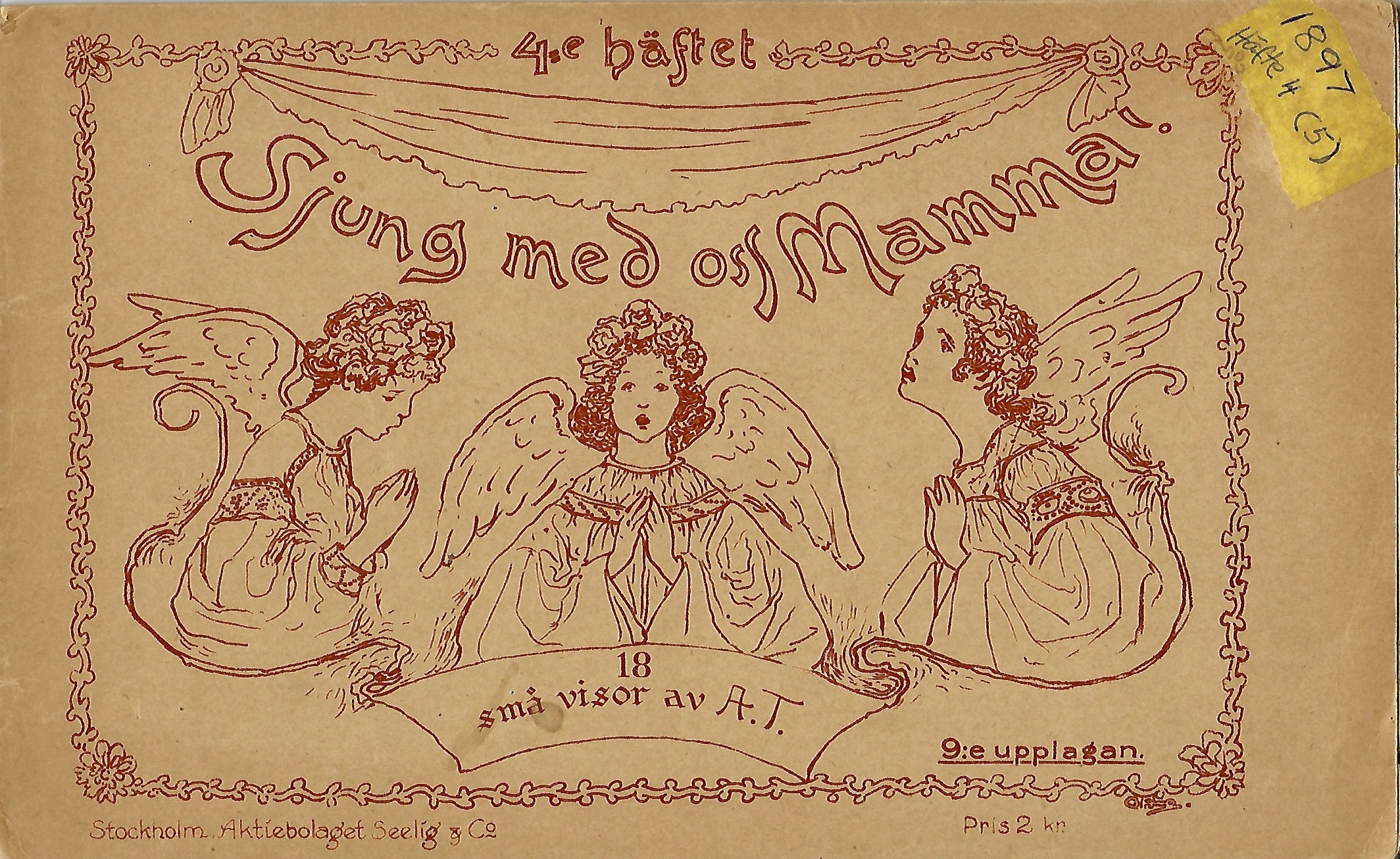
Sjung med oss, Mamma! häfte 4.

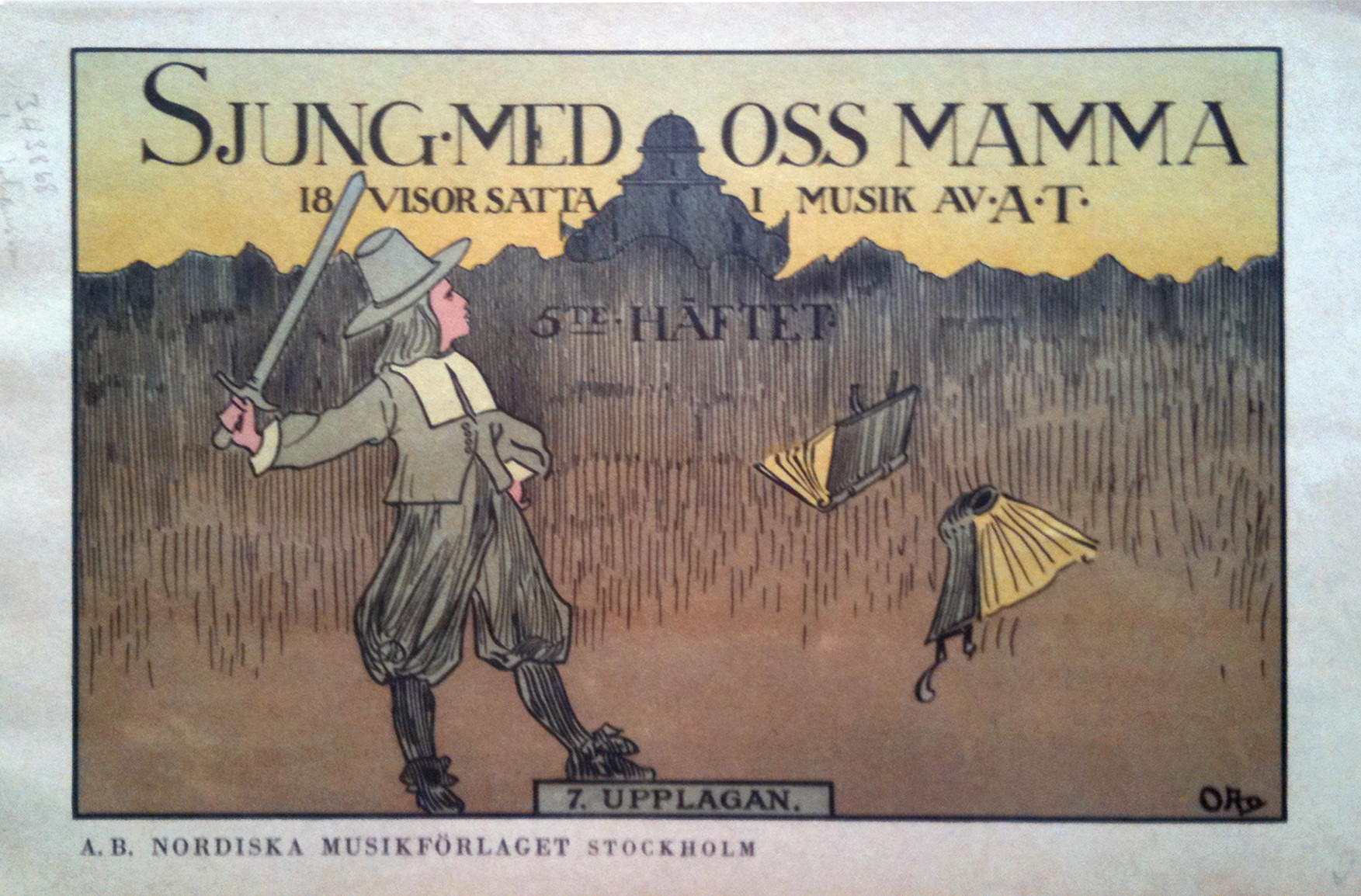
Sjung med oss, Mamma!, häfte 5.

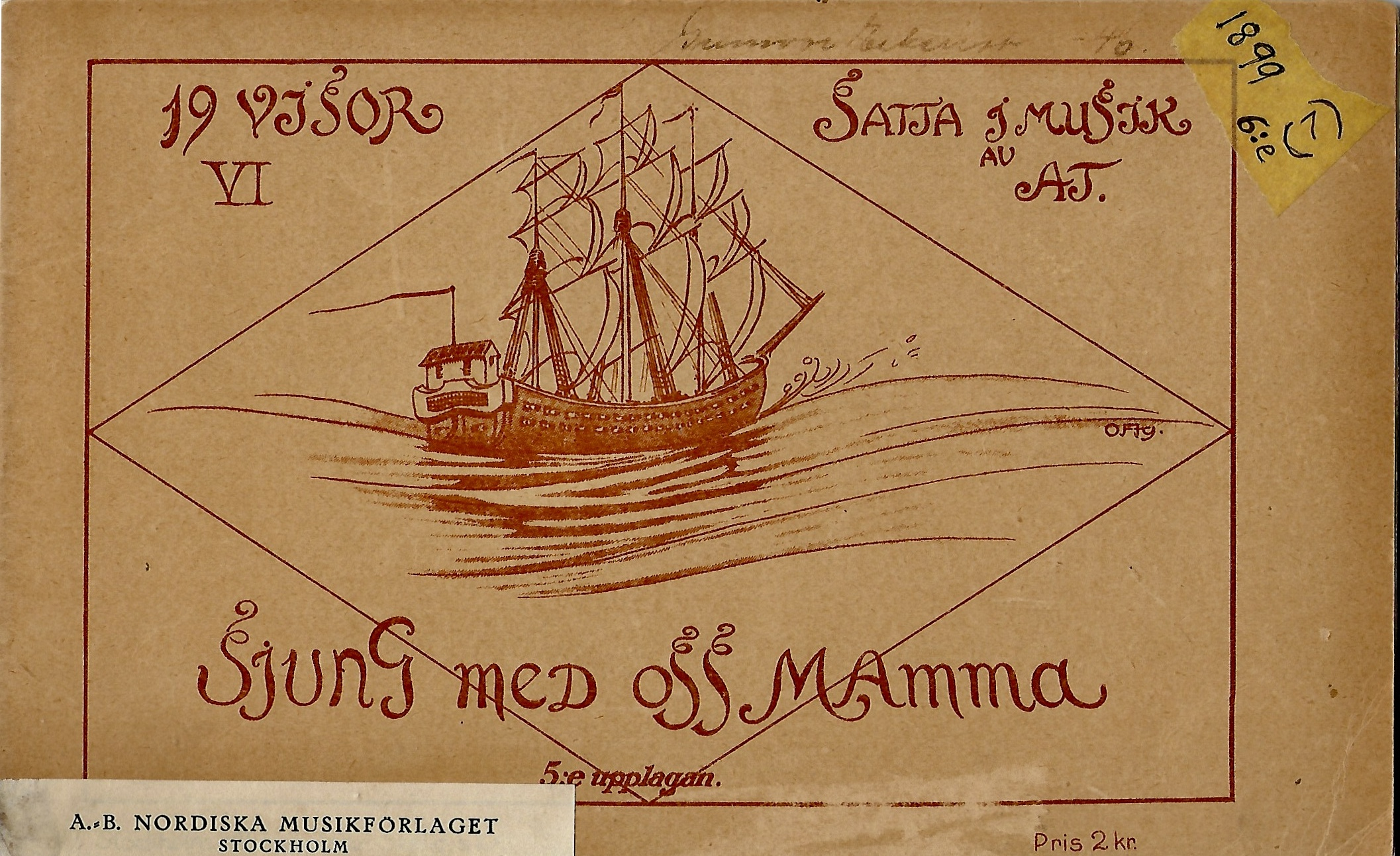
Sjung med oss, Mamma! häfte 6.

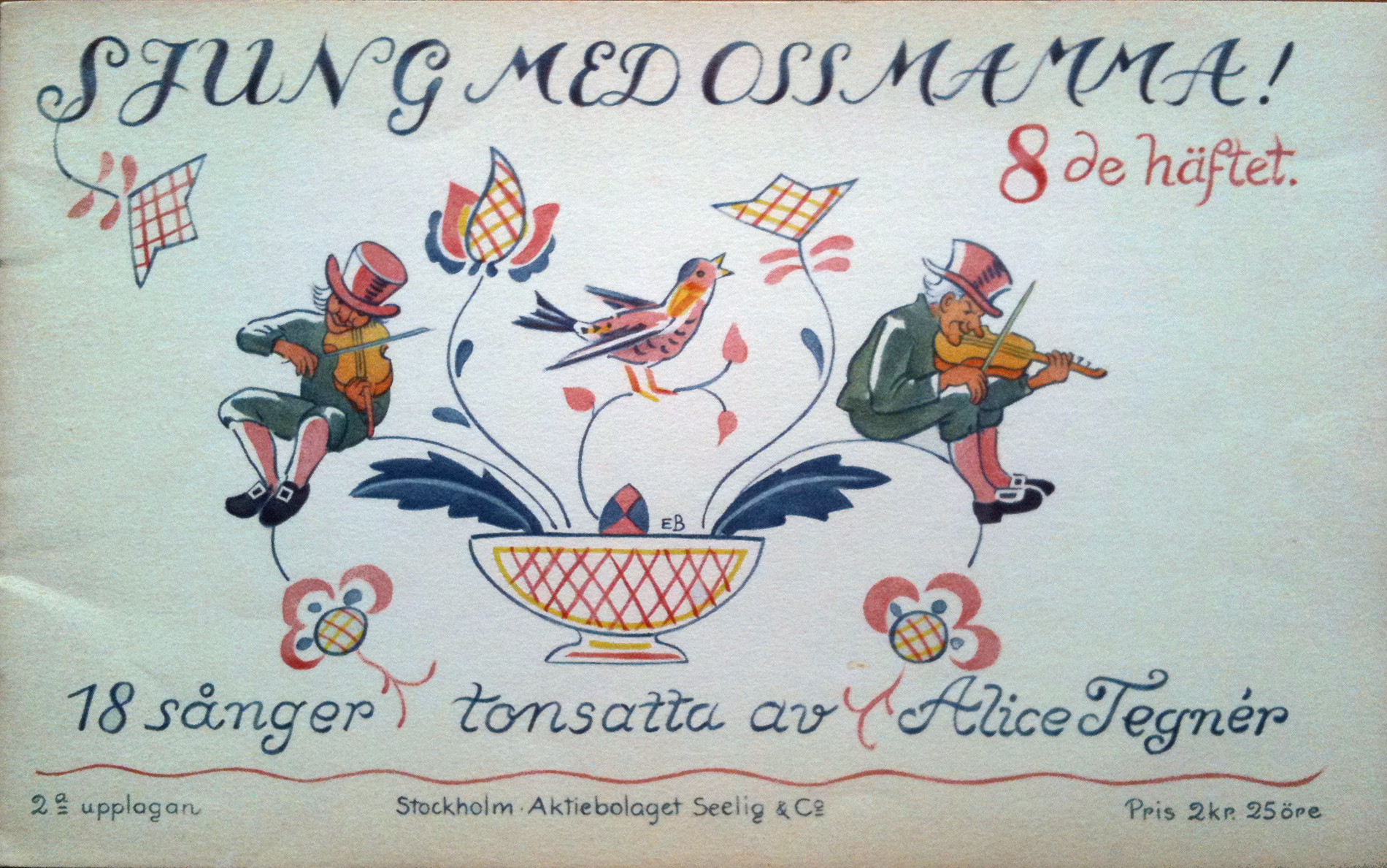
Sjung med oss, Mamma!, häfte 8.

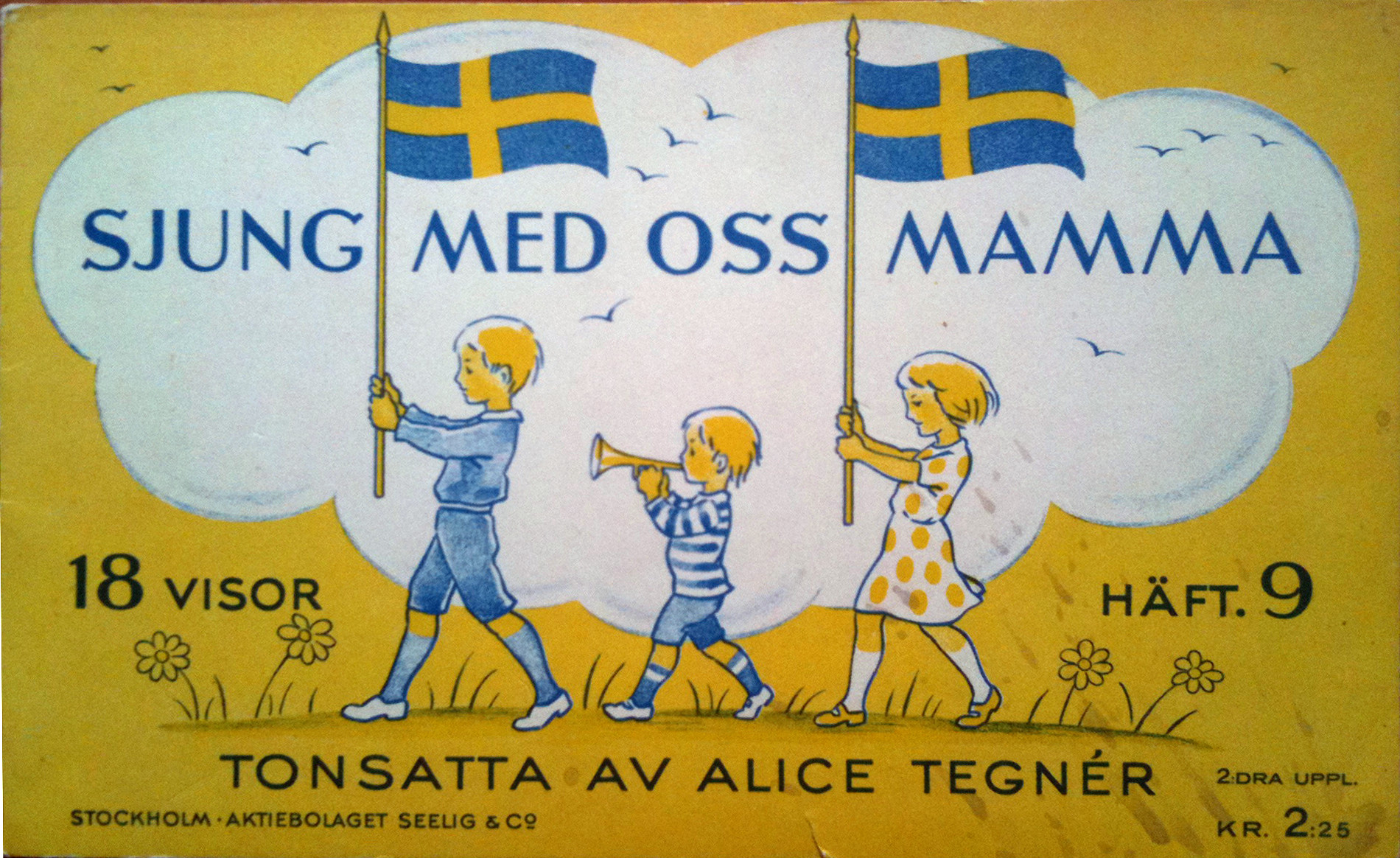
Sjung med oss, Mamma!, häfte 9.

Sjung med oss, Mamma! är en serie om nio sånghäften publicerade åren 1892–1934 av Alice Tegnér. Där återfinns flera kända barnsånger.
De flesta av dessa tillkom då Tegnér verkade som musiklärare och organist i Djursholm, där hon bodde 1891–1912.

## Innehåll
Samtliga sånger är publicerade med ett enkelt pianoackompanjemang. Tegnér är inte alltid så noga med att uppge vad hon själv skrivit och vad hon hämtat från andra upphovsmän – kända eller okända. I häfte 1–3 och 7–9 står det "visor komponerade av" Alice Tegnér, i häfte 4–6 "utgivna av". I häfte 1 står i innehållsförteckningen "Barnrim av okända författare" och till de två sista psalmerna står Wallin och Franzén som textförfattare, men melodiernas ursprung är inte angivet. Här anges, i förekommande fall, de upphovsmän som Tegnér angivit i utgåvorna.

### Häfte 1 (1892)
Innehåll: Julafton, När jag var liten, Lilla Lasse, Morgonvisa, Bä, bä, hvita lam, Lilla Elsa, Dockan, Ekorren, Vallgossens visa, Bröllopsmarsch, Flickorna och björnen, Hönsen och räfven, Fogeln i päronträd, Kung Orre, Vaggvisa, Borgmästar' Munthe, Morgonpsalm (text: Johan Olof Wallin), Aftonpsalm (text: Frans Michael Franzén)

### Häfte 2 (1893)
Innehåll: Rida ranka, Hvart ska du gå?, Baka kaka, Gossen har en liten gullvagn, Katten och svansen, Tuppen och hönan, Kråketösernas visa (text:Viktor Rydberg), Kille geten, Vaggsång, Litet bo jag sätta vill (text: Elias Sehlstedt), Brefdufvan, Jag gick mig ner till sjöastrand, På fars (mors) födelsedag, Karl den tolvte (text: Esaias Tegnér, Frihetssång (text: ur biskop Tomas sånger "Friheten" och "Engelbrekt"), Betlehems stjärna (text:ur Vapensmeden av Viktor Rydberg)

### Häfte 3 (1895)
Innehåll: A-o-u-å-e-i-y-ä-ö, Kissekatt, Sockerbagaren, Solvisa, Hanseman, Födelsedagsvisa, Bocken och killingarna, Mors lilla Olle (efter Wilhelm von Braun), Lockvisa (text: Bjørnstjerne Bjørnson), Blåsippor (text: Anna Maria Roos), Den döda gåsungen, Videvisan (text: Zacharias Topelius), Raska gossar (text: Zacharias Topelius), Julvisa (text: Zacharias Topelius), Nyåret (text: Zacharias Topelius), I kälkbacken, Majvisa, Kung Gösta och dalkarlarna 1521, Vallvisa (upptecknad i Västerdalarna), Den blomstertid nu kommer, Som fåglar små (text: vers 7 och 8 ur psalm 187 i 1819 års svenska psalmbok, musik av Tegnér)

### Häfte 4 (1897)
Innehåll: Lasse liten (text: Zacharias Topelius), Dansvisa (efter Olof von Dalin), Tummeliten, Bromsarna de brumma, Småjäntorna, "Lille julafton", Fröken Källa, Spränga kloster, Ute blåser sommarvind (efter Samuel Hedborn), Ur "Lille Viggs julafton" (text: Viktor Rydberg), Årstiderna, Vad gossarna vilja bli, Vad flickorna vilja bli, Majas visa, Fritjof och Ingeborg (text: Esaias Tegnér, ur Frithiofs saga), Rings drapa (text: Esaias Tegnér, ur Frithiofs saga), Juldagsmorgonen, Påskdagsmorgonen (text: Johann Wolfgang von Goethe/Viktor Rydberg)

### Häfte 5 (1899)
Innehåll: Kring julgranen (text: Alice Tegnér), De svenska gossarnas utmarsch (text: Alice Tegnér), Dumbommar (text: Alice Tegnér), Orren, Å hå ja ja!, Gäspus, Nickus och Jon Blund, En liten prinsessa (text: Ebba Westberg), Vårhälsning (text: Ebba Westberg), Jungfru Uggla (text: Alice Tegnér), Inte för en million (text: Alice Tegnér), Turken ut! (text: Alice Tegnér), Sjömansvisa (text: Alice Tegnér), Ragnar Lodbrok (text: Alice Tegnér), Vännelill (text: Ernst Beckman, Johan Banér (text: Alice Tegnér), Vad skall du älska? (text: Zacharias Topelius), Fosterlandet (efter Bernhard Elis Malmström, Ur "Stens visor" (text: Albert Gellerstedt)

### Häfte 6 (1913)
Innehåll: Julbocken, Fisken i badkaret (text: Emmy Köhler), Dans i det gröna, I skogen, På vandring, Lillgubben och hans flickor, Ett skepp kommer lastat, Barnen leka "Mamma och barn", Min faders gård, Mors namnsdag (text: Paul Nilsson), Tre pepparkaksgubbar (text: Astrid Gullstrand), Julnatten (text: Astrid Gullstrand), Eko (text: Astrid Gullstrand), Sommarregn, Riddar Blåklint och Jungfru Vallmo (text: Astrid Gullstrand), Sländan (text: Astrid Gullstrand), Nyårsnatt (text: Astrid Gullstrand), En idrottssång (text: Karl-Erik Forsslund), Fosterlandet (text: Axel Lundegård), Aftonpsalm (psalm 438 i 1937 års psalmbok)

### Häfte 7 (1920)
Innehåll: De ungas sång (text: Natanael Beskow), Fågel Rödbröst, Lille Jon Blund, Måns Klumpedump, Marschlek, Lilla fru Bondböna (text: Elsa Beskow), Gunghästen, Danslåt  (text: Astrid Gullstrand), Ann-Sofi och Gret-Mari (text: Åke Essén), Tsing-Tsang-Fu (text: Sigrid Elmblad), Vallpojken, Tre sjömansflickor, Solstrålen, Snögubben, Hemåt i regnväder (text: Zacharias Topelius), Sommarsång (text: Paul Gerhardt), Pyrola (text: Elsa Beskow), Fröjdefullt sjunga de fåglar små, En glad och munter vandringsman, Sommarkväll, Hedra din moder (text: Johan Alfred Eklund), Systrarna på fädernas gård (text: Johan Alfred Eklund)

### Häfte 8 (1914)
Innehåll: Entitan (text: Alice Tegnér), Dockans man (text: Fanny Alving), Nyponbusken, Lillebror Jan (översättning från engelska: Alice Tegnér), Upp till tävlan! (text: Elin Deijenberg), I Asarumsdalen, Snövit och dvärgarna, Också en skolvisa (text: Mildred Thornburn-Busch), Duvan i dansen, Riddaren och jungfrun, Drottning Maj (text: Adele Seeliger), Heja, heja! (text: Mollie Faustman), Storebror (text: Alice Tegnér), Skeppet (text: Magda Bergquist von Mirbach), Barnvisa, Inga sjunger för Dockan Blåöga (text: Jeanna Oterdahl), Julens gåva, Julkväll (text: Jeanna Oterdahl)

### Häfte 9 (1934)
Innehåll: Tre pojkar gå och tralla (text: Astrid Forssell-Gullstrand) , Vårt klassrum (text: Elisabeth Uhr), Månaderna, Fem pepparkaksflickor (text: Astrid Forssell-Gullstrand), Gubben Noak styrde båten (text: Astrid Forssell-Gullstrand), Porslinsprinsessan (text: Åke Essén), Barnens dag (text: Astrid Forssell-Gullstrand), Visst finns det troll (text: Astrid Forssell-Gullstrand), Maria Nyckelpiga (text: Astrid Forssell-Gullstrand), Berguvs-mor sjunger (text: Astrid Forssell-Gullstrand), Giv glädje och tröst (text: Lars Wivallius), Nu sova svalans ungar (text: Astrid Forssell-Gullstrand), Lillebrors segelfärd (text: Elsa Beskow), Friheten (text: Biskop Tomas), Psaltare och lyra (text: Erik Axel Karlfeldt)

## Inspelningar
- 1931 – Sjung med oss mamma, del 1 och 2. Ett urval sånger i arrangemang av Björn Schildknecht och Nils Grevillius som också dirigerar en salongsorkester och en flickkör.[11]
- 1936 – Sjung med oss mamma, urval I–III med Tatjana Angelini och en stråkorkester under ledning av Gustaf Egerstam.[12]
- 1945 – Sjung med oss mamma. Ett urval sånger med Sven Sköld, Britt Léonarde, Gunnar Uddén och ensemblen Septiman.[13]
- 1963 – Sjung med oss mamma, vol. 1–6. Ett urval sånger med Alice Babs, Titti Sjöblom och Bengt Hallberg.[14]